# Comissari Europeu de Fiscalitat, Unió Duanera, Auditoria i Lluita contra el frau
El Comissari Europeu de Fiscalitat, Unió Duanera, Auditoria i Lluita contra el frau és un membre de la Comissió Europea responsable de la gestió de la fiscalitat i la unió duanera de la Unió Europea (UE). Des de la creació de la Comunitat Econòmica Europea (CEE) la UE ha tingut una unió duanera, unió que s'estén no només als membre de l'Àrea Econòmica Europea (EEA) sinó també a Turquia, Andorra i San Marino. També controla els aspectes relacionats amb la transparència fiscal i política a tota la unió.
El comissari actual és el francès Pierre Moscovici.

## Orígens
En la formació de la Comissió Ortoli l'any 1973 es crearen, separadament, les carteres corresponents al Comissari Europeu de Fiscalitat i Comissari Europeu d'Unió Duanera, carteres que s'uniren en una de sola l'any 1985 en la Comissió Delors I. En la formació de les Comissions Santer, Marín i Prodi la competència d'aquesta cartera recaigué en el Comissari Europeu de Mercat Interior i Serveis. El 2010 s'incorporaren les competències d'Auditoria i Lluita contra el frau, que anteriorment formaven part de la cartera d'Assumptes Administratius, Auditoria i Lluita contra el Frau.

## Llista de Comissari de Fiscalitat, Unió Duanera, Auditoria i Lluita contra el frau
| Comissió                                                                                       | Inici                                       | Finalització                                | Nom                                         | País                                        | Partit                                      |
| Comissari Europeu de Fiscalitat (1973-1985)                                                    | Comissari Europeu de Fiscalitat (1973-1985) | Comissari Europeu de Fiscalitat (1973-1985) | Comissari Europeu de Fiscalitat (1973-1985) | Comissari Europeu de Fiscalitat (1973-1985) | Comissari Europeu de Fiscalitat (1973-1985) |
| Ortoli                                                                                         |                                             |                                             |                                             |                                             |                                             |
| ---------------------------------------------------------------------------------------------- | ------------------------------------------- | ------------------------------------------- | ------------------------------------------- | ------------------------------------------- | ------------------------------------------- |
| Ortoli                                                                                         | 6 de gener de 1973                          | 5 de gener de 1977                          | Henri Simonet                               | Bèlgica                                     | PS                                          |
| Jenkins                                                                                        |                                             |                                             |                                             |                                             |                                             |
| 6 de gener de 1977                                                                             | 5 de gener de 1981                          | Richard Burke                               | Irlanda                                     | FG                                          |                                             |
| Thorn                                                                                          |                                             |                                             |                                             |                                             |                                             |
| 6 de gener de 1981                                                                             | 5 de gener de 1985                          | Christopher Tugendhat                       | Regne Unit                                  | Con.                                        |                                             |
| Comissari Europeu d'Unió Duanera (1973-1985)                                                   |                                             |                                             |                                             |                                             |                                             |
| Ortoli                                                                                         |                                             |                                             |                                             |                                             |                                             |
| 6 de gener de 1973                                                                             | 5 de gener de 1977                          | Finn Olav Gundelach                         | Dinamarca                                   | ind.                                        |                                             |
| Jenkins                                                                                        |                                             |                                             |                                             |                                             |                                             |
| 6 de gener de 1977                                                                             | 5 de gener de 1981                          | Étienne Davignon                            | Bèlgica                                     | ind.                                        |                                             |
| Thorn                                                                                          |                                             |                                             |                                             |                                             |                                             |
| 6 de gener de 1981                                                                             | 5 de gener de 1985                          | Karl-Heinz Narjes                           | Alemanya                                    | ind.                                        |                                             |
| Comissari Europeu de Fiscalitat i Unió Duanera (1985-1995)                                     |                                             |                                             |                                             |                                             |                                             |
| Delors I                                                                                       |                                             |                                             |                                             |                                             |                                             |
| 6 de gener de 1985                                                                             | 5 de gener de 1989                          | Arthur Francis Cockfield                    | Regne Unit                                  | Con.                                        |                                             |
| Delors II                                                                                      |                                             |                                             |                                             |                                             |                                             |
| 6 de gener de 1989                                                                             | 5 de gener de 1993                          | Christiane Scrivener                        | França                                      | RI                                          |                                             |
| Delors III                                                                                     |                                             |                                             |                                             |                                             |                                             |
| 6 de gener de 1993                                                                             | 22 de gener de 1995                         | Christiane Scrivener                        | França                                      | RI                                          |                                             |
| Comissari Europeu de Mercat Interior i Serveis (1995-2004)                                     |                                             |                                             |                                             |                                             |                                             |
| Santer                                                                                         |                                             |                                             |                                             |                                             |                                             |
| 23 de gener de 1995                                                                            | 15 de març de 1999                          | Mario Monti                                 | Itàlia                                      | ind.                                        |                                             |
| Marín                                                                                          |                                             |                                             |                                             |                                             |                                             |
| 16 de març de 1999                                                                             | 15 de setembre de 1999                      | Mario Monti                                 | Itàlia                                      | ind.                                        |                                             |
| Prodi                                                                                          |                                             |                                             |                                             |                                             |                                             |
| 16 de setembre de 1999                                                                         | 21 de novembre de 2004                      | Frits Bolkestein                            | Països Baixos                               | VVD                                         |                                             |
| Comissari Europeu de Fiscalitat i Unió Duanera (2004-2010)                                     |                                             |                                             |                                             |                                             |                                             |
| Barroso I                                                                                      |                                             |                                             |                                             |                                             |                                             |
| 22 de novembre de 2004                                                                         | 9 de febrer de 2010                         | László Kovács                               | Hongria                                     | MSZP                                        |                                             |
| Comissari Europeu de Fiscalitat, Unió Duanera, Auditoria i Lluita contra el frau (des de 2010) |                                             |                                             |                                             |                                             |                                             |
| Barroso II                                                                                     |                                             |                                             |                                             |                                             |                                             |
| 9 de febrer de 2010                                                                            | actualitat                                  | Algirdas Šemeta                             | Lituània                                    | TS-LKD                                      |                                             |